# 위그 1세 (키프로스)

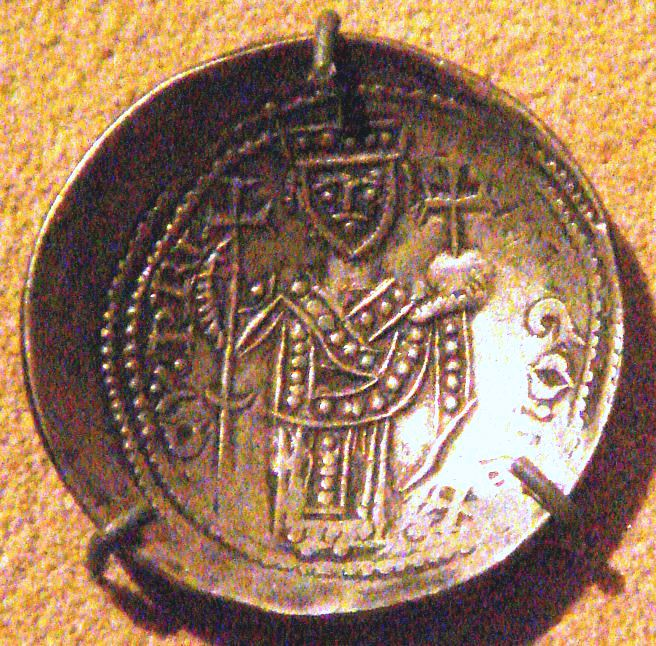

위그 1세(프랑스어: Hugues Ier, 그리스어: Ούγος Α΄ 우고스 1세[*])는 키프로스 왕국의 왕이다. 키프로스 왕국의 창업군주 기 드 뤼지냥의 조카이자 보두앵 디블랭의 외손이며 아모리 국왕의 장남이다.
자식은 마리, 이사벨, 앙리 등이 있다.